# Linaria amethystea subsp. amethystea
Linaria amethystea subsp. amethystea é uma subespécie de planta com flor pertencente à família Scrophulariaceae. 
A autoridade científica da subespécie é (Vent.) Hoffmanns. & Link, tendo sido publicada em Fl. Portug. 1: 253, pl. 47 (1811).
Os seus nomes comuns são esporão, esporas-bravas ou linária-de-cor-de-ametista.

## Portugal
Trata-se de uma subespécie presente no território português, nomeadamente em Portugal Continental.
Em termos de naturalidade é endémica da Península Ibérica.

## Protecção
Não se encontra protegida por legislação portuguesa ou da Comunidade Europeia.